# 田中美佐子
田中美佐子（本名・深澤美佐子，舊姓田中）（1959年11月11日—）是出身日本島根縣隱岐郡西之島町的女演員。於松江市 松德女學院高等學校畢業後，前往東京。還在東洋女子短期大學就學時，便加入劇團向日葵。1981年於短大畢業後，以TBS連續劇出道，當時的藝名是「田中美佐」。
1982年，第一次參與演出（同時也擔任主演）電影，在劇中有裸露鏡頭，並以此片得到第6回日本奧斯卡新人獎。後來在寫真集以及1983年的電影『丑三之村』又有裸露鏡頭，以大膽裸露及演技廣受好評。雖然她的演技得到很高的評價，卻因為厭惡裸露演出而暫停演藝工作，並且尋求更換經紀公司，在這段期間，她曾徵詢過萩本欽一的意見。
1995年11月，與當時是自己助理的深澤邦之（Take2）結婚。2002年12月，女兒誕生。

## 主要演出作品

### 電影
- 睡著也好醒來也罷（2018年）

### 電視劇
- （1981年、TBS）飾演國枝妙子（當時藝名為田中美佐）。
- 今天也是晴天（1981年、NHK）
- 德川家康（1983年、NHK）飾演德姬
- 阿信（1984年、NHK）飾演田倉道子
- 愛之嵐（1986年、富士電視台・東海電視台制作）飾演三枝光
- 點燃心火（1989年、富士電視台）飾演淺井悅子
- 比雨更溫柔（1989年、TBS）飾演青山有紀
- 高校三俠（1990年、TBS）飾演小野雪
- 都會之森（1990年、TBS）飾演片桐晶
- 結婚的理想與現實（1991年、富士電視台）飾演高野朝子
- 世界奇妙物語 （1991年、富士電視台）
- 十年愛（1992年、TBS）主演・飾演谷青空
- 別在星期天（1993年、日本電視台）主演・飾演森田風吹
- 禁果（1994年、日本電視台）主演，分飾桑原陽子・伊武月子
- Second Chance（1995年、TBS）主演・飾演藤井春子
- 等你說愛我（1996年、富士電視台）飾演島田朱美
- 智子與知子（1997年、TBS）主演・飾演霧島智子
- 夏日幽會（1998年、TBS）主演・飾演田所朝子
- 媽咪俏刑警（1999年、TBS）主演・飾演小泉日向子
- OUT嬌妻犯罪檔案（1999年、富士電視台・關西電視台制作）主演・飾演香取雅子
- 古畑任三郎（第三季）（1999年5月25日、富士電視台）：飾演第34回犯人・小田島櫻
- 美少年警探（2000年、富士電視台・關西電視台制作）飾演九条彩乃
- 愛的界限（2000年、日本電視台・讀賣電視台制作）飾演澤松智永
- 求愛三兄弟（2005年、TBS）主演・飾演櫻井春惠
- 14歲的母親（2006年、日本電視台）飾演一之瀬加奈子
- 笨天鵝（2007年、富士電視台・關西電視台製作）飾演諏訪野真澄
- 天地人（2009年、NHK大河劇）飾演直江兼續的母親
- 不能成為野獸的我們（日语：獣になれない私たち）（2018年、日本電視台）飾演花井千春
- 昨日的美食（2019年、東京電視台）飾演富永佳代子
- 昨日的美食2（2023年、東京電視台）飾演富永佳代子
- 對岸的家事～這就是我的生存之道！～（2025年、TBS）飾演坂上知美

## 外部連結
- 田中美佐子的Instagram帳戶